# ۲ اسفند
۲ اسفند/حوت سیصد و سی و هشتمین روز سال در گاه‌شماری خورشیدی است. به پایان سال ۲۷ روز (۲۸ روز در سال کبیسه) مانده‌است.

## رویدادها
- ۱۲۰۶ - پایان جنگ ۱۸۲۶ تا ۱۸۲۸ ایران و روسیه
- ۱۳۵۱ - بنیان‌گذاری انجمن حسابداران خبره ایران
- ۱۳۷۲ - خودسوزی هما دارابی در میدان تجریش تهران در جهت اعتراض به حجاب اجباری
- ۱۳۹۸ - برگزاری انتخابات دوره یازدهم مجلس شورای اسلامی
- ۱۴۰۰ - سانحه جنگنده اف-۵ در تبریز

## زادروزها
- ۱۲۹۹ - آرمان هوسپیان، بازیگر
- ۱۳۱۱ - یدالله طارمی، شاعر ایرانی
- ۱۳۴۷ - مرجانه گلچین، بازیگر
- ۱۳۶۳ - عادل کلاه‌کج، فوتبالیست

## درگذشت‌‌ها
- ۱۳۶۹ - عبدالرحمان شرفکندی، شاعر و نویسنده
- ۱۳۷۵ - سید محمدعلی رحیمی، رایزن فرهنگی ایران در پاکستان
- ۱۳۹۱ - عزیزالله خوشوقت، مجتهد
- ۱۳۹۳ - سید صادق طباطبایی، برادر فاطمه طباطبایی همسر سید احمد خمینی
- ۱۳۹۷ - محمد مؤمن، نماینده استان قم در دوره پنجم مجلس خبرگان رهبری